# Ludwinów (gmina Jędrzejów)
Ludwinów – wieś sołecka w Polsce położona w województwie świętokrzyskim, w powiecie jędrzejowskim, w gminie Jędrzejów, przy DW768.
W latach 1975–1998 miejscowość należała administracyjnie do województwa kieleckiego.

## Historia
W wieku XIX Ludwinów wieś w  powiecie jędrzejowskim, gminie Raków. parafii Jędrzejów.
W spisie powszechnym z roku 1921 Ludwinów figuruje jako kolonia było tu 5 domów 26 mieszkańców.